# إبراهيم الغانم
إبراهيم عبد الله الغانم ، من مواليد 27 يونيو 1983 في قطر ، لاعب كرة قدم قطري.
بدأ مسيرته مع نادي العربي القطري.
و هو يلعب مع منتخب قطر لكرة القدم منذ عام 2003.

## مسيرته الكروية
لعب إبراهيم الغانم خلال مسيرته الاحترافية مع ناديين في ثمانية عشر موسمًا وسجل خلالها 4 أهداف ضمن 254 مباراة. حيث فاز في موسم واحد بالكأس وفي موسم واحد بالدوري.
خاض إبراهيم الغانم مسيرته مع النادي العربي في موسم 1999–00 ليلعب معه عشرة مواسم، مشاركًا في 140 مباراة سجل خلالها هدفًا واحدًا. ثم انتقل إلى نادي الغرافة في موسم 2009–10 ليلعب معه ثمانية مواسم، حيث شارك في 114 مباراة سجل خلالها 3 أهداف.

## روابط خارجية
- إبراهيم الغانم على موقع الاتحاد الدولي (مؤرشف)  (الإنجليزية)
- إبراهيم الغانم على موقع قاعدة بيانات كرة القدم.إي يو (الإنجليزية)
- إبراهيم الغانم على موقع ناشيونال فوتبول تيمز (الإنجليزية)